# Bon Scott
Pour les articles homonymes, voir Scott.
Ronald Belford Scott, dit « Bon Scott », né le 9 juillet 1946 à Forfar, en Écosse, et mort le 19 février 1980 à Londres, en Angleterre, est un chanteur australien d'origine écossaise.
Bon Scott est connu pour avoir été le chanteur du groupe de rock AC/DC de 1974 à sa mort en 1980. En 1952, il émigre avec sa famille à Melbourne en Australie qui s'installe à Fremantle en 1956.
Son surnom de « Bon » Scott, donné à l'école primaire en Australie alors qu'il arrivait d'Écosse, vient de l'expression populaire « Bonnie Scotland »,.
Bon Scott forme son premier groupe The Spektors en 1964, dont il est le batteur et occasionnellement le chanteur. Il fait ensuite partie de The Valentines et de Fraternity avant de remplacer Dave Evans au chant au sein d'AC/DC en 1974.
La popularité d'AC/DC se développe pendant les années 1970, d'abord en Australie puis dans le reste du monde. Leur album de 1979 Highway to Hell figure dans le hit-parade américain. Le groupe semble sur le point de faire une percée encore plus grande quand le 19 février 1980, Bon Scott meurt d'une asphyxie causée par ses propres vomissements (même si les circonstances exactes de sa mort sont sujettes à controverses).
Les membres d'AC/DC envisagent dans un premier temps la dissolution du groupe, puis recrutent Brian Johnson, chanteur du groupe Geordie. Cinq mois seulement après la mort de Bon Scott, AC/DC sort l'album Back in Black, enregistré avec son nouveau chanteur, afin de lui rendre hommage. Back in Black est un énorme succès et reste à ce jour le deuxième album le plus vendu de tous les temps derrière Thriller de Michael Jackson.

## Biographie

### Jeunesse
Ronald Belford Scott est né à Forfar en Écosse le 9 juillet 1946 de Charles et Isabelle Scott et passe son enfance dans la localité voisine de Kirriemuir, comté d'Angus.
Il a un frère nommé Derek, né en 1949. La famille Scott émigre en Australie en 1952 où elle vit d'abord à Melbourne et où un troisième frère (cadet), Graeme, naît en 1953.
En 1956, la famille s'installe à Fremantle.
À l'âge de 15 ans, Bon Scott quitte l'école, il enchaîne les petits boulots - garagiste, électricien, chauffeur. Il passe quelque temps en prison pour avoir donné une fausse identité à la police après s'être échappé de garde à vue et avoir volé douze gallons d'essence.
Il essaie ensuite, en vain, de s'engager dans l'armée australienne.

### Début de carrière
Après avoir exercé les métiers de facteur, barman et mécanicien, Bon Scott se lance dans le rock avec le groupe The Spektors en 1964 comme batteur, et chante à l'occasion. En 1966, The Spektors fusionne avec un autre groupe local, The Winstons, et forme The Valentines, dont le premier single Everyday I Have to Cry est distribué en mai 1967. Dans ce groupe, Bon Scott est co-chanteur avec Vince Lovegrove. 
Le 12 juin 1967, le groupe joue avec The Easybeats (groupe dont le guitariste n'est autre que George Young, le frère d'Angus et Malcolm, les guitaristes d'AC/DC) à Perth.
The Valentines connaît un certain succès en Australie mais des histoires de drogue conduisent à la séparation du groupe en août 1970.
Bon Scott part ensuite à Adélaïde et intègre le groupe de rock progressif Fraternity avec lequel il enregistre deux albums.
Fraternity réalise les LPs Livestock et Flaming Galah avant de tourner au Royaume-Uni en 1971, où le groupe change son nom en Fang. Pendant cette tournée, ils font la première partie de Status Quo et de Geordie dont le chanteur, Brian Johnson, deviendra le chanteur d'AC/DC après la mort de Bon Scott en 1980.
Le 24 janvier 1972, Bon Scott épouse Irene Thornton dont il se séparera en 1974 (après être sorti du coma) et divorcera en 1978, notamment à cause de son style de vie ; il lui dédicace la chanson She's got Balls.
En 1973, de retour en Australie après une nouvelle tournée au Royaume-Uni, Fraternity se met dans un statut indéterminé. Il commence alors à chanter dans un groupe nommé Mount Lofty Rangers, formé d'autres anciens membres de Fraternity. Toutefois après une répétition avec Mount Lofty Rangers,  il est victime d'un terrible accident de moto qui le plonge dans le coma pendant trois jours; il quitte alors le groupe. Fraternity se reformera plus tard avec Jimmy Barnes en remplacement de Bon Scott.

### Avec AC/DC

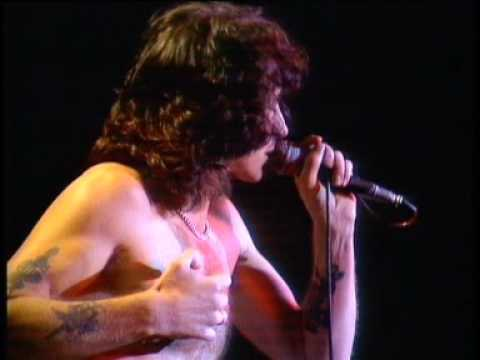
Bon Scott en concert en 1979

En 1974, Bon Scott travaille comme chauffeur à Adélaïde quand il rencontre Angus et Malcolm Young. À l'époque, le chanteur d'AC/DC est Dave Evans, mais les frères Young décident de ne pas le garder car il ne correspond pas au genre de musique du groupe. Bon Scott, engagé tout d'abord comme chauffeur de bus du groupe, fait savoir aux deux frères qu'il aimerait être batteur, mais les membres du groupe lui expliquent qu'ils recherchent non un batteur, mais un chanteur.
Finalement, Bon Scott remplace Dave Evans au chant la même année. Il jouera son premier concert avec le groupe le 8 octobre 1974 à Rockdale au Masonic Hall de la Kogarah High School. AC/DC sort l'album High Voltage, leur premier LP en Australie, en 1975. Au bout de quelques mois, le groupe commence à enregistrer l'album TNT qui sort en Australie en décembre 1975. La chanson It's a Long Way to the Top (If You Wanna Rock 'n' Roll) permet à Bon Scott de montrer ses talents de joueur de cornemuse ; ce sera la seule et unique chanson utilisant cet instrument. En mai 1976, sort en Europe et aux États-Unis une compilation des deux premiers albums sous le titre High Voltage.
La même année, sort en Australie l'album Dirty Deeds Done Dirt Cheap, puis en Europe, en novembre 1976, mais avec une liste de titres différente. L'album ne sortira aux États-Unis qu'en mars 1981.
Suivent les albums Let There Be Rock et Powerage, respectivement en 1977 et 1978 ; AC/DC gagnent de plus en plus de fans à travers le monde.
En 1979, sort l'album Highway to Hell qui propulse le groupe au top du hard rock. C'est le premier album d'AC/DC à figurer sur le top 100 américain où il atteint la 17e place.

### Mort

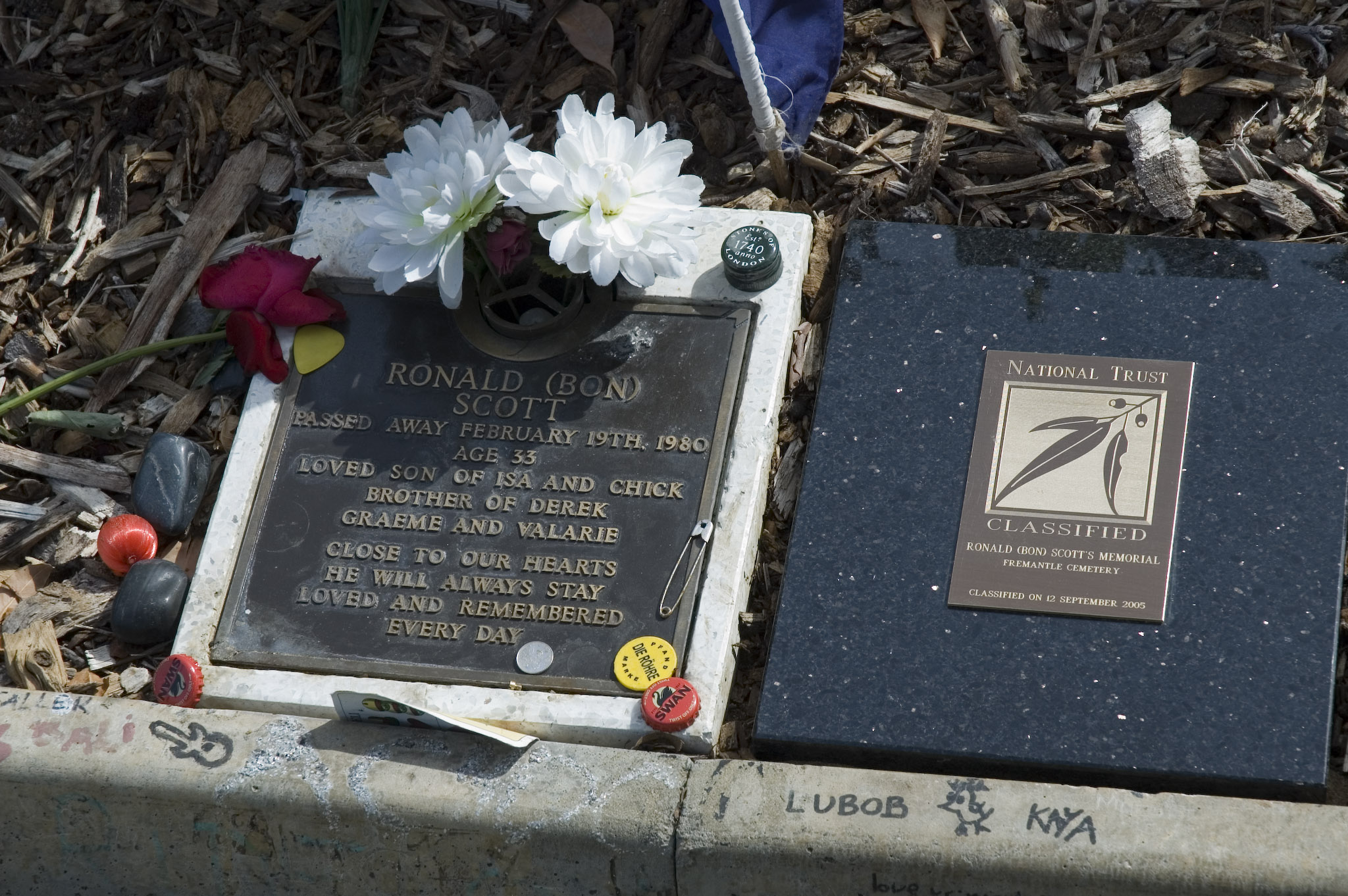
La tombe de Bon Scott, au cimetière de Fremantle.

Dans l'après-midi du 19 février 1980, Bon Scott, accompagné de Mick Cocks, rend visite au groupe français Trust dans le studio londonien où ils enregistrent l'album Répression - Bon Scott travaille d'ailleurs à la traduction des textes de Bernie Bonvoisin en vue de la version anglaise de l'album. Lors de cette visite, les musiciens jamment sur le titre Ride On d'AC/DC, et cette session improvisée est le dernier enregistrement de Bon Scott. Bon Scott passe ensuite une soirée très arrosée dans un club de Londres, le Music Machine (actuellement KOKO), et se serait fait raccompagner par un certain Alistair Kinnear. Bon Scott se serait endormi dans une Renault 5 et, d'après les déclarations de Kinnear à la police, aurait été dans l'impossiblité de se réveiller. Kinnear, plutôt que de ramener Bon chez lui, aurait décidé de l'emmener à son propre domicile, espérant qu'il se réveillerait durant le trajet. Le chanteur dormant toujours une fois arrivé, Kinnear l'aurait laissé dans la voiture fermée, sous une couverture, sur Overhill Road à Dulwich.
Le lendemain matin, Kinnear serait descendu le chercher et trouvant le chanteur encore endormi, l'aurait emmené à l'hôpital King's College Hospital de Camberwell où les médecins auraient constaté son décès, dû à une asphyxie causée par ses propres vomissements et la cause officielle indiquée est « mort par accident » d'une « intoxication alcoolique ». Le récit détaillé des événements de la nuit du 19 au 20 février 1980 fait en 2005 par Alistair Kinnear, qui insiste sur  l'absence de traces de vomissements dans la Renault 5, conduit à penser que Bon Scott serait mort d'un coma éthylique ayant entraîné un arrêt cardiaque. Le grand froid qui régnait en cette nuit d'hiver et le mauvais état de santé général de Bon Scott, qui était un alcoolique chronique, n'ont pu qu'accélérer le processus de coma éthylique[source secondaire nécessaire].
Sa famille l'a fait inhumer à Fremantle, en Australie occidentale, où ils avaient émigré quand il était enfant.
Des incohérences dans la version officielle de la mort de Scott ont fait naître plusieurs théories sur sa mort, suggérant que Scott serait mort d'une surdose d'héroïne, aurait été tué par les gaz d'échappement redirigés dans la voiture, ou encore que Kinnear n'aurait jamais existé. En outre, Scott était asthmatique et la température était en dessous de zéro le matin de sa mort. Ozzy Osbourne déclare dans le documentaire Don't Blame Me que Bon Scott, en réalité, serait mort d'hypothermie.
Alistair Kinnear a probablement lui aussi connu une fin tragique : porté disparu en mer depuis juillet 2006, il a été déclaré officiellement mort en juillet 2013 à l'expiration d'un délai légal de sept ans. Le voilier, un sloop en bois de treize mètres sous pavillon espagnol nommé Danara, qu'il devait convoyer de Marseille vers Estepona en Espagne en compagnie d'Adrian Root et Gino Yuile semble s'être volatilisé ainsi que les trois hommes à bord après son départ du port de Marseille le 6 juillet 2006 et avoir été aperçu pour la dernière fois près des îles du Frioul.
Peu de temps après la mort de Bon Scott, les membres d'AC/DC se considèrent brièvement comme séparés mais estiment par la suite que le chanteur aurait souhaité qu'ils continuent; avec l'accord de la famille de Scott. IIs recrutent alors Brian Johnson comme nouveau chanteur. Angus Young déclare lors d'une interview avec VH1 que la mère de Bon Scott leur avait dit que continuer était le seul moyen d'honorer sa mémoire.
L'album Back in Black, sorti cinq mois après le décès de Bon Scott, constitue l'hommage qu'AC/DC lui rend, notamment par les titres Hells Bells, Back in Black et Have a Drink on Me. Le groupe de hard rock français Trust écrivit la chanson Ton dernier acte en hommage à Bon Scott la même année. Ozzy Osbourne dédicaça sa chanson Suicide Solution (en) à Bon. Cette dernière chanson fut d'ailleurs à l'origine d'une polémique, certains prétendant qu'elle était une incitation au suicide, mais Ozzy Osbourne déclara que c'était seulement un hommage au chanteur.
Les cendres de Bon Scott sont inhumées au cimetière de Fremantle et sa tombe est devenue un point de repère culturel. Vingt-cinq ans après sa mort, le Australian Council of National Trusts décréte que la tombe était assez importante pour figurer sur la liste des lieux faisant partie du patrimoine australien. Sa tombe est la plus visitée d'Australie.

### Événements posthumes

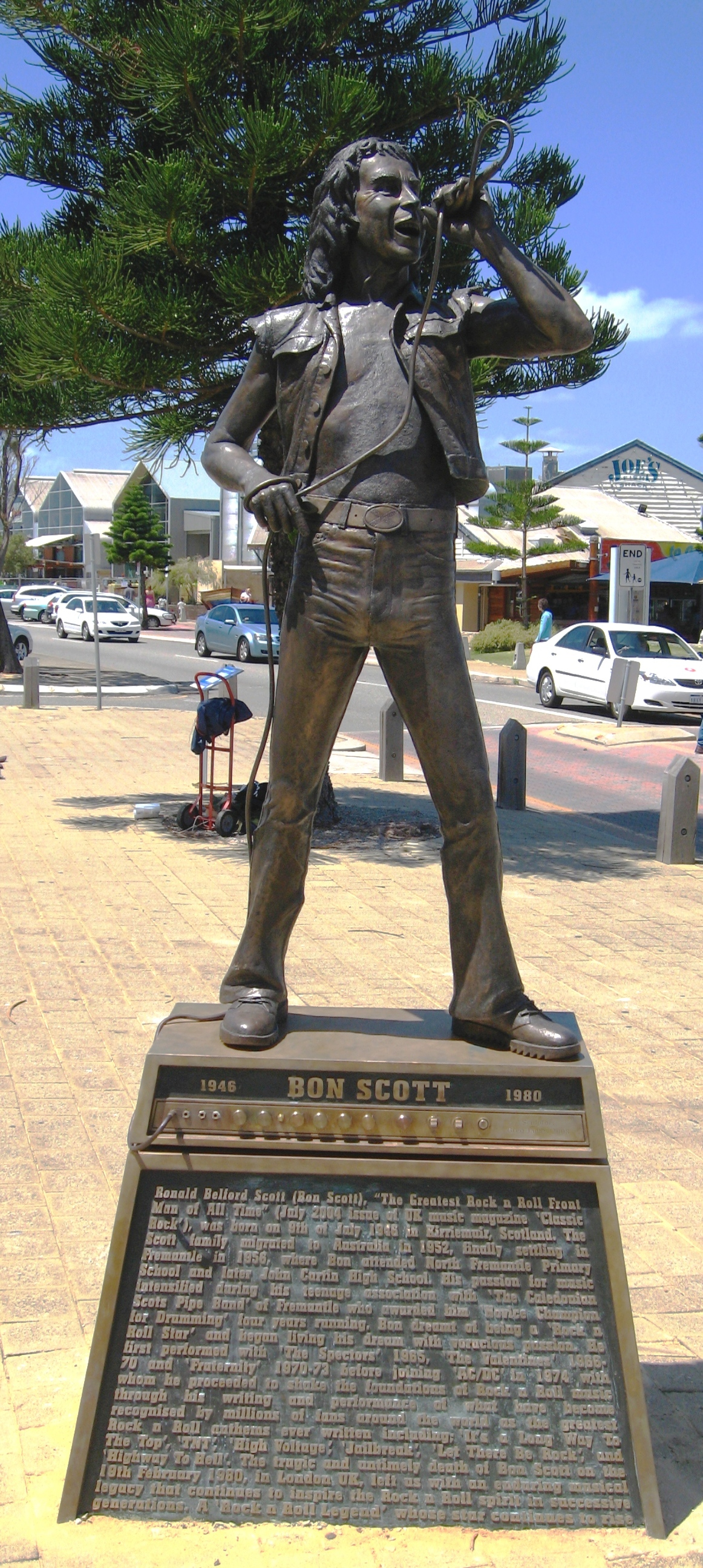
La statue en bronze de Bon à Fremantle

Le 18 novembre 1997, AC/DC réalise le coffret Bonfire en hommage à Bon Scott. Il comporte un album d'inédits et deux albums live, tous trois composés d'enregistrements avec Bon Scott, plus Back in Black pour la version américaine.
En 2003, Bon Scott est intronisé au Rock and Roll Hall of Fame avec les membres actuels d'AC/DC. Des membres de sa famille se joignent alors au groupe pour recevoir cet honneur en son nom.
La même année, dans le magazine Rolling Stone, le dernier album enregistré de Bon Scott, Highway to Hell est classé 199e dans la liste des 500 plus grands albums de tous les temps et la chanson du même nom, que Bon a coécrite avec Malcolm et Angus, est classée au 254e rang du classement des 500 plus grandes chansons de tous les temps.
En juillet 2004, Bon Scott est classé premier dans la liste des cent plus grands frontmen du magazine britannique Classic Rock, devançant Freddie Mercury et Robert Plant,.
Le 6 mai 2006, la ville de Kirriemuir en Écosse organise une cérémonie et dévoile une dalle de pierre commémorant le chanteur. Un message est lu par Vince Lovegrove, ancien membre des Valentines et ami de longue date, dans lequel il est dit : « The thing I loved most about Bon Scott, was his almost unique self honesty. What you saw was what you got, he was a real person and as honest as the day is long. To my mind he was the street poet of my generations and of the generations that followed. » (« Ce que j'aimais le plus chez Bon Scott, c'était son exceptionnelle authenticité. Il était tel quel, vrai et naturellement sincère. De mon point de vue, c'était le poète de rue de ma génération et des générations qui ont suivi. »)
Le 24 février 2008, une statue de bronze représentant Bon debout sur un ampli est inaugurée à Perth en Australie. La statue est ensuite installée au Fremantle Fishing Boat Harbour en octobre 2008.
Le 4 décembre 2008, le site Web Undercover.com rapporte qu'un film sur la vie de Bon Scott est en préparation. Le groupe confirme l'information via le site internet de sa maison de disques. Un habitant de Melbourne, prétendant être le fils unique de Bon Scott, fit alors savoir qu'il aimerait jouer le rôle de son « père », bien qu'il n'eût aucune expérience en tant qu'acteur.
La septième édition du festival Bon Fest s'est tenue les 4 et 5 mai 2012 à Kirriemuir ; l'affiche était composée de plusieurs groupes hommages à AC/DC époque Bon Scott.

## Citation
« Are you AC or DC? I'm neither, I'm the lightning in between! »
— Bon Scott (« Êtes-vous AC ou DC ? Ni l'un, ni l'autre : je suis l'éclair entre les deux ! »)

## Discographie

### AC/DC
| 1974                   | AC/DC | High Voltage (album australien)       |
| 1975                   | AC/DC | T.N.T.                                |
| 1976                   | AC/DC | High Voltage (version internationale) |
| 1976                   | AC/DC | Dirty Deeds Done Dirt Cheap           |
| 1977                   | AC/DC | Let There Be Rock                     |
| 1978                   | AC/DC | Powerage                              |
| 1978                   | AC/DC | If You Want Blood You've Got It       |
| 1979                   | AC/DC | Highway to Hell                       |
| Réalisations posthumes |       |                                       |
| 1984                   | AC/DC | '74 Jailbreak                         |
| 1997                   | AC/DC | Bonfire                               |
| 2009                   | AC/DC | Backtracks                            |

### Avec d'autres groupes
| mai 1967               | The Valentines          | Every Day I Have To Cry / I Can't Dance With You (single)   |
| août 1967              | The Valentines          | She Said / To Know You Is To Love You (single)              |
| février 1968           | The Valentines          | Why Me / I Can Hear The Raindrops (single)                  |
| juin 1968              | The Valentines          | Pelicular Hole in the Sky / Love Makes Sweet Music (single) |
| mars 1969              | The Valentines          | My Old Man's A Groovy Old Man / Ebeneezer (single)          |
| août 1969              | The Valentines          | Nick Nack Paddy Whack / Getting Better (single)             |
| mars 1970              | The Valentines          | Juliette / Hoochie Coochie Billy (single)                   |
| 1988                   | The Valentines          | Bon Scott with the Valentines The Early Years               |
| 1988                   | The Valentines          | Bon Scott: The Early Years 1967-72                          |
| mai 1971               | Fraternity              | Seasons Of Change / Sommerville (single)                    |
| octobre 1971           | Fraternity              | The Race, Part 1 / The Race, Part 2 (single)                |
| octobre 1971           | Fraternity              | If You Got It / Raglan's Folly / You Have A God (single)    |
| mars 1972              | Fraternity              | Welfare Boogie / Annabelle (single)                         |
| 1971                   | Fraternity              | Livestock                                                   |
| 1972                   | Fraternity              | Flaming Galah                                               |
| Réalisations posthumes |                         |                                                             |
| 1988                   | Fraternity              | Bon Scott: The Early Years 1967-72                          |
| 1996                   | The Mount Lofty Rangers | Round And Round And Round EP                                |